# John Murphy
John Murphy (1965, Liverpool) é um compositor de trilhas sonoras inglês. Ele é um autodidata músico multi-instrumental que começou sua carreira nos anos de 1980 trabalhando nomeadamente com The Lotus Eaters, Thomas Lang e Claudia Brücken. Ele é mais conhecido pela trilha sonora dos filmes 28 Days Later e 28 Weeks Later.